# Bright
|  | Aquest article tracta sobre terme Bright. Vegeu-ne altres significats a «Bright (desambiguació)». |

El terme bright designa un individu què té una visió naturalista sobre el món, és a dir, lliure d'elements sobrenaturals o místics; els brights estableixen llur ètica i llur comportament sobre una comprensió naturalista de l'univers.
La paraula bright com a substantiu ha estat emprada per Paul Geisert i Mynga Futrell, de Sacramento, Califòrnia. Aquest neologisme ha estat presentat per primera vegada en públic l'1 de març de 2003 davant de la Coalition for the Community of Reason, a Kansas City (Missouri). El diccionari MacMillan de la llengua anglesa li atorga una pàgina.

## Origen i objectiu delsbright
Proclamat com a continuïtat del Segle de les Llums, la xarxa internacional dels bright s'ha constituït com a moviment de visibilitat d'aquelles i aquells que tenen un punt de vista naturalista del món; el mode d'existència de la xarxa està basada en l'ús d'Internet.
L'ambició dels creadors del neologisme bright és fer-ne un mem, una paraula que siga «agradable de sentir», fàcil de recordar i que es propague per contagi i imitació arreu del planeta.
Sota aquest terme genèric de brights es troben tots aquells que es proclamen ateus o agnòstics, científics racionalistes, materialistes o lliurepensadors. Molts brights se satisfan d'aquestes categories i s'agrupen en associacions o comparteixen els mateixos valors i es donen objectius comuns. Un gran nombre de brights potencials ignoren l'existència d'aquests grups, o no consideren mai unir-se a ells fins i tot coneixent-ne l'existència. El terme genèric de bright ha estat creat per incloure sota esta definició tots aquells que comparteixen una postura naturalista, reconeguen o no en societat de pensament i acció existents, i que no accepten que la denominació freqüent d'incrèdul suggereix que una creença o una fe podria ser la referència.

## Utilització del terme en la societat contemporània
En el seu ús corrent en llengua anglesa bright és un adjectiu (amb el significat de "clar", "esclatant", "brillant", "viu", "lluminós", tant en sentit propi, per exemple per al sol, com en sentit figurat per a un individu, una ponència, etc.); aquest nou ús internacional de bright com a substantiu sentit el qual deriva lleugerament de l'adjectiu per designar un o diversos individus amb un punt de vista naturalista de l'univers, és a dir, percebent la Natura com estant regida únicament per lleis naturals (per oposició a lleis sobrenaturals).
A més a més, aquest terme és emprat com a estendard, a escala internacional, per tots els que perceben la realitat de l'univers tal qual és i exclouen els recursos a hipòtesis sobrenaturals o artificials.
La idea de substantivar el mot bright per aconseguir una paraula fàcil de recordar i amb un sentit positiu fou similar a la paraula gai que fa positiu el mot 'homosexual'. Aquest concepte fou tractat per Richard Dawkins en un article publicat al diari The Guardian.

## Crítica
El terme ha estat discutit des del començament, ja que l'adjectiu bright significa també "intel·ligent" i, per tant, pot suggerir una postura elitista i arrogant. La proposta d'utilitzar el terme com a substantiu no resol el problema d'aquesta associació semàntica. Per altra banda, segons els crítics ja existeixen suficients denominacions, com ara "racionalista", "escèptic" i altres.